# 周札
周札（？—324年），字宣季，義興陽羨人。西晉建威將軍周處三子。出身江南士族，在東晉官至右將軍。

## 生平
周札年少時即以江南豪族子弟自居，州郡的辟命都不應。後被察孝廉，任郎中、大司馬司馬冏的參軍。後又曾任句容縣令和吳國上軍將軍。永嘉四年（310年），建威將軍錢璯叛亂，並進攻陽羨，周札與兄長周玘及鄉里與朝廷軍隊一起抵抗錢璯，最終平定，周札亦獲賜爵漳浦亭侯。
建興三年（315年），司馬睿進位丞相，表周札為寧遠將軍、歷陽內史，但不到任，轉為從事中郎。同年周札侄兒周勰因父親周玘遺命，命吳興功曹徐馥以周札的名義聚眾，殺吳興太守袁琇，起事討伐當權的僑姓士族王導、刁協等人，並以周札為主。但周札知道後大驚，更告訴義興太守孔侃。周勰知道叔父不支持，不敢發兵，徐馥黨眾見此亦恐懼，於是殺死徐馥；支持起事的周札子周續亦被周莚用計殺死，事情最終都得到解決。周莚趁机要诛杀周勰，但周札不肯，归罪于从兄周邵，诛杀了周邵。事後周札升任奮武將軍、吳興太守。周札後又因多年功跡而改封東遷縣侯，進號征虜將軍、監揚州江北軍事，東中郎將，鎮涂中。
永昌元年（322年），大將軍王敦以誅劉隗為兵起兵進攻建康，周札獲任命為右將軍、都督石頭諸軍事。王敦逼近建康時，周札則負責鎮守重鎮石頭城。王敦及後決定進攻石頭城，周札卻打開城門迎王敦入城，最終王敦擊敗朝廷軍隊，攻陷建康，晉元帝司馬睿亦只得向王敦屈服。王敦掌權後，調周札為光祿勳，後補尚書，不久遷右將軍、會稽太守。
雖然當日周札開門迎王敦令王敦得勢，但周札一族一門五侯，並且很多人都身居高職，為當時江南士族中最顯赫的，令到王敦十分忌憚其勢力。次年王敦患病，部將錢鳳為了讓支持王敦的另一江南士族首領沈充日後在揚州士族中獨大，勸王敦誅除周氏，王敦亦聽從。王敦於是於太寧二年（324年）指大將軍從事中郎周嵩和周莚與道士李脫圖謀不軌，在軍中收捕並處死，同時又命人盡殺周札一眾侄兒；又派兵進攻會稽，周札戰死。
同年，王敦敗死，王敦之亂得以平定，周札和周莚昔日下屬都向朝廷為周氏申冤，請求朝廷追加諡號。在王導的支持下，朝延最終恢復周札官位，並追贈周札衛尉。

## 性格特徵
- 史載周札性格矜險好利，外方內荏。
- 周札亦是一個貪財好色的人，專心經營自己的資產。王敦誅殺周氏時派兵進攻會稽，周札知道時已經兵臨城下。周札倉皇應戰時，因當時武庫之中有精杖，有人建議周札分配給士兵們，但周札在此時仍然吝於將藏品分給將士，只給兵士一些較差的棍杖，因而令士兵不肯為其拼命，周札最終戰死。

## 家庭

### 兄長
- 周靖，周處长子，早卒
- 周玘，周處次子，曾為東晉三定江南，但因與僑姓士族摩擦而打算與其他江南士族起事反抗，失敗後憂憤而死。

### 子女
- 周澹，周札長子，太宰府掾。
- 周稚，周札次子。
- 周續，周札子，徐馥叛亂時曾聚眾響應，後被周莚誘殺。

### 侄兒
- 周懋，周靖子，晉陵太守。
- 周莚，周懋弟，征虜將軍、吳興太守。王敦得勢後任大將軍從事中郎。
- 周贊，周莚弟，大將軍從事中郎。
- 周縉，周贊弟，太子文學。
- 周勰，周玘子，臨淮太守，與徐馥合謀起事，失敗後雖沒有被朝廷治罪，但被周札所責，失志歸家並自此放縱自己，再無事跡。
- 周彝，周勰弟，曾被司馬睿任丞相時辟為掾，早卒。